# 内掃部司
内掃部司（ないそうぶし・うちのかにもりのつかさ）は、律令制において宮内省に属する役所の1つ。宮中の調度品の調達管理をつかさどった。

## 沿革・職掌
天皇・宮中の敷物や調度のことを担当し、具体的には供御（食事）の牀（とこ）・狭畳（たたみ）・席（むしろ）・薦（こも）・簀（す）・簾（すだれ）・苫（とま）などを製造したり、管理したりし、それらを宮中に設営することを職掌としていた。『養老令』では、正（かみ）1名、佑（すけ）1名、令史（さかん）1名。そのほか、伴部としての掃部30名、使部10名、直丁1名、駆使丁40名からなると規定されている。 
弘仁11年（820年）閏1月、職掌の似ている大蔵省掃部司と統合され、宮内省掃部寮となった。